# LibreOffice Math
LibreOffice Math es una aplicación diseñada para la creación y edición de fórmulas matemáticas. Se desempeña mediante lenguaje de marcado (XML) para representar fórmulas, tal como se recoge en la especificación OpenDocument. Dichas fórmulas pueden incorporarse fácilmente en el resto de aplicaciones de la suite LibreOffice, tales como los documentos creados por Writer, Calc y Draw incrustándolas al documento como objetos OLE.
Cabe destacar que Math admite múltiples tipos de letra y puede exportar fórmulas a los formatos de archivo ODF, PDF o MathML.